# طارق مرعشلي
طارق مرعشلي (18 يوليو 1972) ممثل لبناني مقيم ويعمل في سورية. وهو ابن الممثل اللبناني إبراهيم مرعشلي والممثلة السورية ناهد حلبي، وهو زوج الفنانة رندة مرعشلي التي أنجب منها ابنتهما الممثلة هيا المولودة في 1997.

## أعماله
- البقعة السوداء
- بواب الريح.
- طوق البنات.
- قمر شام
- صرخة روح
- أبو جانتي 2
- أرواح عارية
- الأميمي
- طاحون الشر
- ما بتخلص حكاياتنا
- صايعين ضايعين
- الحب لا يكفي أحيانا
- الدبور
- العش الحرام
- لعنة الطين
- أبو جانتي ملك التاكسي
- صدر الباز
- هي دنيتنا
- وجوه أزمنة
- الأستاذ
- الهشيم
- أسياد المال
- الهارب
- دوار القمر
- عصر الجنون
- الرحيل إلى الوجه الآخر
- حمام القيشاني الجزء الخامس
- أبو المفهومية
- حروف بيكتبها المطر
- لغز الجريمة
- أبناء القهر
- حمام القيشاني الجزء الرابع
- حارة الجوري
- حي المزار
- حمام القيشاني الجزء الثالث
- حمام القيشاني الجزء الثاني
- حمام القيشاني الجزء الأول.
- حارة الطنابر
- الجوكر
- وعدتني يا رفيقي (مسلسل)

## روابط خارجية
- طارق مرعشلي على موقع IMDb (الإنجليزية)
- طارق مرعشلي على موقع قاعدة بيانات الأفلام العربية